# NGC 6017
NGC 6017 је спирална галаксија у сазвежђу Змија која се налази на NGC листи објеката дубоког неба.
Деклинација објекта је + 5° 59' 56" а ректасцензија 15h 57m 15,4s. Привидна величина (магнитуда) објекта NGC 6017 износи 13,2 а фотографска магнитуда 14,0. Налази се на удаљености од 29,8000 милиона парсека од Сунца. NGC 6017 је још познат и под ознакама UGC 10098, MCG 1-41-3, CGCG 51-8, PGC 56475.